# دولنا میتروپولیا

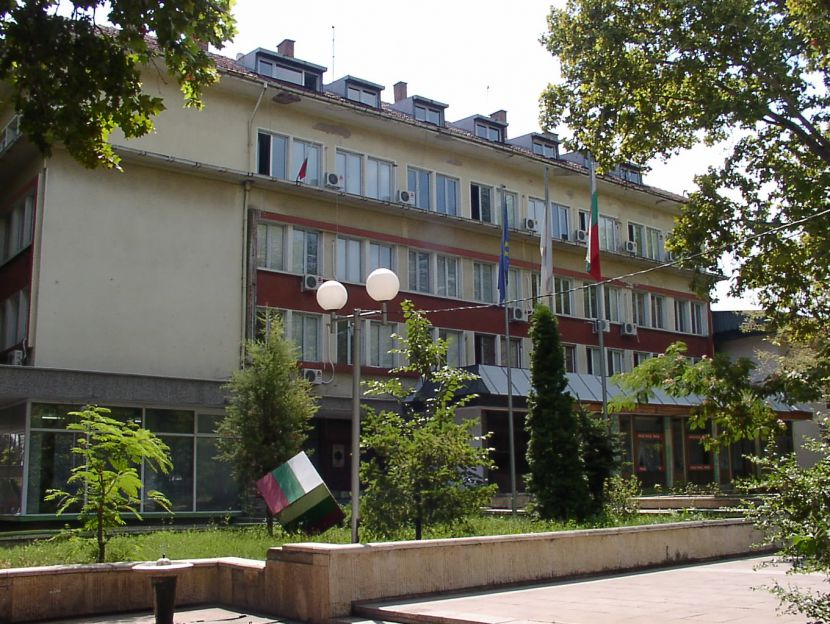
نمایی از ساختمان شورای شهر دولنا میتروپولیا در استان پلون - ۲۰۱۶

دولنا میتروپولیا شهری در استان پلون کشور بلغارستان است که جمعیت آن در سال ۲۰۰۱ میلادی ۳٬۶۶۹ نفر بوده‌است.